# April 25 (sportklubb)
April 25 eller April tjugofem (koreanska: 4.25 체육단) är ett av de mest framgångsrika fotbollslagen i Nordkorea. Klubben grundades 1947 eller 1949. Den har vunnit DPR Korea League 14 gånger. Laget spelar i Pyongyang och dess hemmaarena är Yanggakdo Stadium.

## Seriesegrar
- DPR Korea League

1985, 1986, 1987, 1988, 1990, 1992, 1993, 1994, 1995, 2002, 2003, 2010, 2011, 2013, 2015, 2017, 2017/18, 2018/19